# Grace Verbeke
Grace Verbeke (Roeselare, 12 november 1984) is een Belgisch ploegleidster en voormalig wielrenster. In 2010 won ze de Ronde van Vlaanderen.

## Biografie
Verbeke komt uit een sportief gezin. Haar vader was een triatleet en haar moeder een fervent fietsster. Als kind zwom ze zes jaar competitie, deed aan atletiek en belandde uiteindelijk bij het wielrennen. Bij de junioren behaalde ze haar eerste successen. Ze werd tweede op het BK, won vier medailles op het BK op de piste en werd achtste op het WK tijdrijden. Haar studies gaf ze niet op en ze behaalde een bachelor in de orthopedagogie. Sinds 2007 is Verbeke aangesloten bij het Lotto-Belisol ladiesteam. De eerste twee jaar, combineerde ze dat met een halftijdse job in een bejaardentehuis. In februari 2007 gaf ze haar job op om profwielrenster te worden.

### 2009
In juli 2009 won ze de eerste etappe en het eindklassement van de Ronde van de Limousin. In dat jaar behaalde ze ook enkele ereplaatsen: tweede in de GP Elsy Jacobs, vierde in de GP Plouay, vijfde in de Ronde van Drenthe, tiende in de Ronde van Vlaanderen en op het wereldkampioenschap in Mendrisio werd ze negende, op ruim een minuut achter winnares Tatiana Guderzo.

### 2010
Verbeke won op 4 april 2010 de Ronde van Vlaanderen, door op de Muur van Geraardsbergen haar medevluchtster Adrie Visser achter te laten en solo naar de finish te rijden. In augustus won ze tevens de Holland Hills Classic en het Belgisch kampioenschap tijdrijden voor dames elite. Verder werd ze dat jaar derde in de Omloop Het Nieuwsblad, vierde in de Waalse Pijl en vijfde in het eindklassement van de Tour de l'Ardèche. Op het wereldkampioenschap in Geelong werd ze zesde.

### 2011
In juli 2011 won Verbeke Dwars door de Westhoek. Ze behaalde in dat jaar de top tien in de Omloop Het Nieuwsblad, Trofeo Alfredo Binda en Ronde van Vlaanderen. In de Ronde van de Limousin werd ze derde in het eindklassement en in de Tour de l'Ardèche werd ze elfde. In oktober 2011 raakte Verbeke zwaargewond bij een botsing met een lichte vrachtwagen.

### 2014 en later
Verbeke reed vanaf 2007 vier jaar bij het Lotto-Belisol Ladiesteam en in 2011 voor Topsport Vlaanderen-Ridley 2012. Na haar ongeval kwam ze twee seizoenen niet in actie, waarna ze in 2014 haar comeback maakte bij Futurumshop.nl-Zannata. Hierna ging ze aan de slag in het onderwijs waar ze lichamelijke opvoeding geeft. Ze beviel van twee zoontjes en is in de winter actief in het strandracen. In april 2022 werd ze ploegleider bij Multum Accountants-LSK en vanaf 2023 bij Lotto Dstny Ladies.

## Palmares

### Strandrace
| Seizoen   | Ednine Beach Kustcriterium                                          | EK  | BK     | Overige                                                      | Totaal aantal zeges |
| --------- | ------------------------------------------------------------------- | --- | ------ | ------------------------------------------------------------ | ------------------- |
| 2008-2009 | De Haan                                                             | NVT | NVT    |                                                              | 1                   |
| 2009-2010 | De Panne, De Haan, Bredene, Blankenberge eindklassement             | NVT | NVT    |                                                              | 4                   |
| 2010-2011 |                                                                     | NVT | NVT    | Bredene                                                      | 1                   |
| 2011-2012 |                                                                     | NVT | NVT    | Bredene                                                      | 1                   |
| 2015-2016 |                                                                     | NVT | Goud   | De Panne, Bredene                                            | 3                   |
| 2016-2017 |                                                                     |     | Goud   | Koksijde                                                     | 2                   |
| 2017-2018 |                                                                     |     | Zilver | Bredene, De Panne                                            | 2                   |
| 2018-2019 | De Panne, Bredene I, Bredene II, Knokke, Middelkerke eindklassement | DNS | NVT    | Duinkerke, Zeebrugge                                         | 7                   |
| 2019-2020 |                                                                     | 8e  |        | Wissant, Oostende, De Panne, Bredene, Middelkerke, Zeebrugge | 6                   |
| Totaal    | 10 (2X eindklassement)                                              | 0   | 2      | 15                                                           | 27                  |

### Overwinningen
2006
Criterium Houtvenne
2007
Testtijdrit Montenaken
Provinciaal kampioenschap tijdrijden, West-Vlaanderen
Criterium Flobecq
2008
Criterium Bornem
Testtijdrit Montenaken
Criterium Erwetegem
Criterium Muizen
2009 - 2 zeges
Criterium Deerlijk
Provinciaal kampioenschap wegwedstrijd, West-Vlaanderen
1e etappe Ronde van de Limousin
Eindklassement Ronde van de Limousin
2010 - 3 zeges
Ronde van Vlaanderen
Provinciaal kampioenschap wegwedstrijd, West-Vlaanderen
Testtijdrit Montenaken
Criterium Erondegem
Holland Hills Classic
 Belgisch kampioen tijdrijden, Elite
2011 - 2 zeges
Dwars door de Westhoek
Lotto Cycling Cup Breendonk

### Uitslagen in voornaamste wedstrijden
| Jaar | Ronde van Italië | Ronde van Frankrijk | Ronde van Spanje |
| ---- | ---------------- | ------------------- | ---------------- |
| 2005 |                  |                     |                  |
| 2006 |                  |                     |                  |
| 2007 |                  |                     |                  |
| 2008 |                  |                     |                  |
| 2009 |                  |                     |                  |
| 2010 | opgave           |                     |                  |
| 2011 |                  |                     |                  |
| 2014 |                  |                     |                  |

| Jaar | Gent-Wevelgem | Ronde van Vlaanderen | Waalse Pijl | Omloop Het Nieuwsblad |  | WK op de weg |
| ---- | ------------- | -------------------- | ----------- | --------------------- |  | ------------ |
| 2005 |               | opgave               |             |                       |  |              |
| 2006 |               | 102e                 | 77e         |                       |  |              |
| 2007 |               | 17e                  | 37e         | 28e                   |  | 68e          |
| 2008 |               | 30e                  | 23e         | 35e                   |  | 16e          |
| 2009 |               | 10e                  | 14e         |                       |  | 9e           |
| 2010 |               | ↑                    | 4e          | ↑                     |  | 6e           |
| 2011 |               | 7e                   | opgave      | 9e                    |  | 15e          |
| 2014 | 29e           | 41e                  |             |                       |  |              |

| Resultaten in kleinere rondes |                |                                 |                            |                           |                       |                     |                 |                   |
| Jaar                          | GP Elsy Jacobs | Tour de l'Aude Cycliste Féminin | Rabo Ster Zeeuwse Eilanden | La Grande Boucle Féminine | Ronde van de Limousin | Ronde van Thüringen | Route de France | Tour de l'Ardèche |
| 2006                          |                |                                 |                            |                           | 45e                   |                     |                 |                   |
| 2007                          |                |                                 | 13e                        |                           | 7e                    |                     | 10e             | 13e               |
| 2008                          |                |                                 |                            | 7e                        |                       | 17e                 | 6e              | 7e                |
| 2009                          | 2e             | 15e                             |                            |                           | 1e (1 etappe)         |                     | 15e             | 2e                |
| 2010                          | 6e             |                                 |                            |                           | 5e                    |                     |                 | 5e                |
| 2011                          | 15e            |                                 |                            |                           | 3e                    |                     |                 | 11e               |
| 2014                          | 36e            |                                 |                            |                           |                       |                     |                 |                   |

## Referentie
Aunave · Baxter · De Vocht · De Vuyst · Depoorter · Dervan · Henrion · Jacotey · Pirard · Schoonbaert · Staes · van den Broeck · Van Doorslaer · Van Rie · Vardaros · Verbeke · Watt
I.Beyen · L.Beyen · Boyd · Bras · Carrigan · De Merlier · De Vocht · De Vuyst · Decroix · Delfosse · Depoorter · Dervan · D'Hamecourt · Druyts · Du Toit · Duprez · Hierckens · Lanssens · Llaca · Schoonbaert · Steenssens · Torsius · Van Doorslaer · Van Geyt · Verbeke · Verstraete · Watt · Wright
Carrigan · Decroix · Delfosse · Depoorter · Du Toit · Goor · Koedooder · Lanssens · Mackie · Paskin · Schoonbaert · Silversides · Torp · Van Doorslaer · Verbeke · Watt
Armitstead · Arys · De Vuyst · Delfosse · Depoorter · Eeckhout · Gilmore · Koedooder · Lanssens · Mackie · Schoonbaert · Silversides · Torp · Van Doorslaer · Verbeke
Andréasson · Burger · De Vuyst · Delfosse · Depoorter · Gilmore · Hatch · Lanssens · Moolman · Schoonbaert · Tomic · Van Doorslaer · Verbeke · Whitelaw